# На війні (фільм, 2014)
«На війні» (нім. Chrieg) — швейцарський драматичний фільм, знятий Сімоном Жакме. Світова прем'єра стрічки відбулась 21 вересня 2014 на Сан-Себастьянському кінофестивалі. Також фільм показали в головному конкурсі 45-го Київського міжнародного кінофестивалю «Молодість».
«На війні» був одним із семи фільмів шортлисту на висунення Швейцарією на премію «Оскар-2016» у номінації «найкращий фільм іноземною мовою», але програв «Іракській одіссеї».

## У ролях
- Бенджамін Луцке — Маттео
- Елла Рампф — Елі
- Ште — Антон
- Заша Гізлер — Діон
- Ернст Зіґріст
- Джон Лойппі
- Лівія Райнгард

## Визнання
| Нагороди та номінації фільму «На війні» | Нагороди та номінації фільму «На війні»              | Нагороди та номінації фільму «На війні» | Нагороди та номінації фільму «На війні» | Нагороди та номінації фільму «На війні» | Нагороди та номінації фільму «На війні» |
| Рік                                     | Нагорода                                             | Категорія                               | Номінант                                | Результат                               |                                         |
| --------------------------------------- | ---------------------------------------------------- | --------------------------------------- | --------------------------------------- | --------------------------------------- | --------------------------------------- |
| 2014                                    | Марракешський міжнародний кінофестиваль              | Найкращий актор                         | Бенджамін Луцке                         | Перемога                                |                                         |
| 2014                                    | Марракешський міжнародний кінофестиваль              | Спеціальний приз журі                   | «На війні»                              | Перемога                                |                                         |
| 2014                                    | Цюрихський кінофестиваль                             | Найкращий фільм                         | «На війні»                              | Номінація                               |                                         |
| 2015                                    | Кінопремія Швейцарії                                 | Найкращий фільм                         | «На війні»                              | Номінація                               |                                         |
| 2015                                    | Кінопремія Швейцарії                                 | Найкращий актор                         | Бенджамін Луцке                         | Номінація                               |                                         |
| 2015                                    | Кінопремія Швейцарії                                 | Найкращий акторка другого плану         | Елла Румпф                              | Номінація                               |                                         |
| 2015                                    | Кінопремія Швейцарії                                 | Найкраща операторська робота            | Лоренц Мерц                             | Перемога                                |                                         |
| 2015                                    | Кінопремія Швейцарії                                 | Найкращий монтаж                        | Крістоф Шертенлайб                      | Номінація                               |                                         |
| 2015                                    | Кінофестиваль Max Ophüls                             | Найкращий фільм                         | «На війні»                              | Перемога                                |                                         |
| 2015                                    | Кінофестиваль Max Ophüls                             | Найкращий актор                         | Бенджамін Луцке                         | Перемога                                |                                         |
| 2015                                    | 45-й Київський міжнародний кінофестиваль «Молодість» | «Скіфський олень» за найкращий фільм    | «На війні»                              | Номінація                               |                                         |